# Conticosta petilinus
Conticosta petilinus é uma espécie de gastrópode do gênero Conticosta, pertencente à família Pseudomelatomidae.